# Un cuarto de siglo
Un cuarto de siglo es un álbum en vivo de la banda mexicana de rock en español y blues El Tri y fue publicado en los formatos de casete y disco compacto en el año de 1995 por la discográfica WEA Latina.
Este material discográfico fue grabado en la Ciudad de México, México el 12 de octubre de 1993 y fue nombrado así debido al 25.º aniversario de la formación de la banda, incluida la época bajo el nombre de Three Souls In My Mind (1968-1993).

## Lista de canciones

### Formato en casete

#### Lado A
| Side one |                            |                       |          |  |
| N.º      | Título                     | Escritor(es)          | Duración |  |
| 1.       | «Oye»                      | Álex Lora             | 2:43     |  |
| 2.       | «Inyecciones»              | Álex Lora             | 3:14     |  |
| 3.       | «San Juanico»              | Álex Lora             | 6:24     |  |
| 4.       | «Vicioso»                  | Lora / Sergio Mancera | 3:06     |  |
| 5.       | «Difícil»                  | Lora / Horacio Reni   | 2:51     |  |
| 6.       | «No puedo dejar de chupar» | Álex Lora             | 3:01     |  |
| 7.       | «Santa Martha»             | Álex Lora             | 4:28     |  |
| 8.       | «Chilango incomprendido»   | Álex Lora             | 2:59     |  |

#### Lado B
| Side one |                            |                                      |          |  |
| N.º      | Título                     | Escritor(es)                         | Duración |  |
| 1.       | «El hablador»              | Lora / Felipe Souza / Gerardo García | 3:54     |  |
| 2.       | «Tómate la foto»           | Lora / Souza                         | 3:49     |  |
| 3.       | «Que viva el rocanrol»     | Álex Lora                            | 4:30     |  |
| 4.       | «Igual pa' todos»          | Álex Lora                            | 5:01     |  |
| 5.       | «El semental»              | Álex Lora                            | 3:00     |  |
| 6.       | «El boogie de El Tri»      | Álex Lora                            | 6:15     |  |
| 7.       | «La encuerada de Avándaro» | Álex Lora                            | 2:59     |  |
| 8.       | «Viejas de vecindad»       | Álex Lora                            | 5:00     |  |

### Formato de disco compacto

#### Disco uno
| Side one |                            |                       |          |  |
| N.º      | Título                     | Escritor(es)          | Duración |  |
| 1.       | «Oye»                      | Álex Lora             | 2:43     |  |
| 2.       | «Inyecciones»              | Álex Lora             | 3:14     |  |
| 3.       | «San Juanico»              | Álex Lora             | 6:24     |  |
| 4.       | «Vicioso»                  | Lora / Mancera        | 3:06     |  |
| 5.       | «Difícil»                  | Lora / Reni           | 2:51     |  |
| 6.       | «No puedo dejar de chupar» | Álex Lora             | 3:01     |  |
| 7.       | «Santa Martha»             | Álex Lora             | 4:28     |  |
| 8.       | «Chilango incomprendido»   | Álex Lora             | 2:59     |  |
| 9.       | «El hablador»              | Lora / Souza / García | 3:54     |  |
| 10.      | «Tómate la foto»           | Lora / Souza          | 3:49     |  |
| 11.      | «Que viva el rocanrol»     | Álex Lora             | 4:30     |  |
| 12.      | «Igual pa' todos»          | Álex Lora             | 5:01     |  |
| 13.      | «El semental»              | Álex Lora             | 3:00     |  |
| 14.      | «El boogie de El Tri»      | Álex Lora             | 6:15     |  |
| 15.      | «La encuerada de Avándaro» | Álex Lora             | 2:59     |  |
| 16.      | «Viejas de vecindad»       | Álex Lora             | 5:00     |  |

#### Disco dos
| Side one |                      |                      |          |  |
| N.º      | Título               | Escritor(es)         | Duración |  |
| 1.       | «Sara»               | Lora / Eduardo Chico | 4:26     |  |
| 2.       | «Tirando a matar»    | Álex Lora            | 4:02     |  |
| 3.       | «El niño sin amor»   | Álex Lora            | 6:03     |  |
| 4.       | «Es lo mejor»        | Álex Lora            | 4:00     |  |
| 5.       | «Presta»             | Álex Lora            | 3:50     |  |
| 6.       | «Indocumentado»      | Álex Lora            | 4:44     |  |
| 7.       | «F.Z. 10»            | Álex Lora            | 3:48     |  |
| 8.       | «Abuso de autoridad» | Álex Lora            | 2:21     |  |
| 9.       | «Pobre soñador»      | Lora / Souza         | 4:22     |  |
| 10.      | «Ya me voy»          | Álex Lora            | 3:43     |  |
| 11.      | «Triste canción»     | Álex Lora            | 5:38     |  |
| 12.      | «A.D.O.»             | Álex Lora            | 8:46     |  |
| 13.      | «No le hagas caso»   | Álex Lora            | 2:36     |  |
| 14.      | «Chavo de onda»      | Álex Lora            | 7:43     |  |

## Créditos

### El Tri
- Álex Lora — voz principal y guitarra
- Rafael Salgado — armónica
- Eduardo Chico — guitarra
- Rubén Soriano — bajo
- Pedro Martínez — batería y coros
- Chela Lora — coros

### Músicos invitados
- Felipe Souza — guitarra
- Oscar Zárate — guitarra
- Eduardo Toral — teclados
- Gerardo ‹El pájaro› García — teclados
- Zbigniew Paleta — violín
- Adolfo ‹Pelochas› Díaz — instrumento de viento metal
- César Gómez — instrumento de viento metal
- Jesús ‹Chucho› López — instrumento de viento metal
- José López — instrumento de viento metal
- Kenny Avilés — coros
- Norma Valdez — coros

### Personal técnico
- Álex Lora — productor y mezclador
- José Argil — ingeniero de sonido
- Rodrigo Argil — ingeniero de sonido
- Richard Kaplan — ingeniero de sonido y mezclador
- Felipe Souza — mezclador
- Chuck Johnson — mezclador y asistente de mezclador